# Ярус 4
| система                                                                          | отдел        | ярус         | Ниж. граница, млн лет |
| -------------------------------------------------------------------------------- | ------------ | ------------ | --------------------- |
| Ордовик                                                                          | Нижний       | Тремадокский | 486,85 ±1,5           |
| Кембрий                                                                          | Фуронгский   | Ярус 10      | ~491,0                |
| Кембрий                                                                          | Фуронгский   | Цзяншаньский | ~494,2                |
| Кембрий                                                                          | Фуронгский   | Паибский     | ~497,0                |
| Кембрий                                                                          | Мяолинский   | Гужангский   | ~500,5                |
| Кембрий                                                                          | Мяолинский   | Друмский     | ~504,5                |
| Кембрий                                                                          | Мяолинский   | Вулиунский   | ~506,5                |
| Кембрий                                                                          | Отдел 2      | Ярус 4       | ~514,5                |
| Кембрий                                                                          | Отдел 2      | Ярус 3       | ~521,0                |
| Кембрий                                                                          | Терренувский | Ярус 2       | ~529,0                |
| Кембрий                                                                          | Терренувский | Фортунский   | 538,8 ±0,6            |
| Эдиакарий                                                                        | Эдиакарий    | Эдиакарий    | больше                |
| Деление и золотые гвозди в соответствии с IUGS по состоянию на декабрь 2024 года |              |              |                       |

Ярус 4 (англ. Stage 4) — ещё неназванный верхний ярус отдела 2 кембрийской системы в Международной стратиграфической шкале. Охватывает породы, сформировавшиеся в четвёртый век кембрийского периода, около 514—509 миллионов лет назад (всего 5 миллионов лет). Расположен над ярусом 3 отдела 2 и под вулиунским ярусом мяолинского отдела.
Международная комиссия по стратиграфии формально ещё не определила нижнюю границу яруса. Одним из предложений является установить основание по уровню первого появления двух родов трилобитов — Olenellus или Redlichia. Другое предложение связано с первым появлением вида трилобитов Arthricocephalus chauveaui. Возраст нижней границы составляет около 514 миллионов лет. Верхняя граница соответствует началу вулиунского яруса.

## Наименование
Международная комиссия по стратиграфии пока не назвала четвёртый ярус кембрия. В широко используемой сибирской номенклатуре этот ярус соответствуюет частям ботомского и тойонского ярусов.

## Биостратиграфия
Начало четвёртого яруса предварительно соотнесено с основанием европейского леонского фаунистического яруса и основанием южно-китайского дуюньского фаунистического яруса.
Во время четвёртого века широко распространились три семейства трилобитов: Olenellidae, Redlichiidae и Paradoxididae. С границей яруса 4 и вулиунского яруса связано первое крупное вымирание трилобитов, известное как биомерная граница оленеллид (англ. Olenellid Biomere boundary). Вымерли, в частности, трилобиты семейств Ollenellidae и Redlichiidae в Лаврентии и южном Китае соответственно.